# Beaverton, Alabama
Beaverton là một thị trấn thuộc quận Lamar, tiểu bang Alabama, Hoa Kỳ. Dân số năm 2009 là 205 người, mật độ đạt 17 người/km².